# ホワイトウォーターアフェア
ホワイトウォーターアフェア（欧字名:Whitewater Affair、1993年5月3日 - 2010年4月27日）は、イギリスで生産された競走馬、繁殖牝馬。
現役時には重賞2勝を挙げたほか、引退後は日本で繁殖牝馬となり、2005年の安田記念（GI）を制したアサクサデンエン、2010年の有馬記念（GI）などGI級競走3勝を挙げたヴィクトワールピサ、2006年の小倉記念（GIII）を制したスウィフトカレントといった3頭の重賞勝ち馬を輩出した。

## 経歴

### 競走馬時代
現役時には1997年のポモーヌ賞、牡馬を相手に制したジョンポーターステークスの重賞2勝のほか、同年のヨークシャーオークス2着、アイリッシュセントレジャー3着とG1競走においても好走を見せた。

### 繁殖牝馬時代
引退後は関口房朗の所有でイギリス国内で繁殖牝馬となる。初年度に誕生した父Singspielの牡馬は日本に輸入され、田原源一郎が所有し「アサクサデンエン」と名付けられた。このアサクサデンエンは古馬になってから活躍を見せ、2005年の京王杯スプリングカップを制して重賞初制覇を果たすと、連勝で安田記念も制しGI初制覇を果たした。
アサクサデンエンを出産した後、社台グループによって日本に持ち込まれ、社台ファームで繋養される。2001年に誕生したスウィフトカレント（父サンデーサイレンス）は、兄アサクサデンエンと同様に古馬となってから重賞で活躍を見せるようになり、2006年の小倉記念で初重賞制覇を果たしたほか、この年より施行されたサマー2000シリーズの初代チャンピオンとなった。さらに、同年の天皇賞・秋ではダイワメジャーの半馬身差2着と好走した。
2005年に生まれたトーセンモナーク（父アグネスタキオン）はオープンクラスまで登りつめたものの重賞には手が届かなかったが、引退後にオーナー島川隆哉のプライベート種牡馬となった。
2007年に生まれたヴィクトワールピサ（父ネオユニヴァース）はデビュー6連対で2010年の皐月賞を制し、産駒初のクラシック制覇をもたらしたが、ホワイトウォーターアフェアはその約1週間後の4月27日に死亡した。17歳没。ヴィクトワールピサはその年の有馬記念も制しGI2勝目を挙げ、さらに翌年のドバイワールドカップも日本調教馬として初めて制し、結果的にGI3勝含む重賞6勝の成績を残した。

## 繁殖成績
|       | 馬名               | 誕生年 | 性 | 毛色   | 父                 | 厩舎             | 馬主                 | 戦績・備考                                                | 出典   |
| ----- | ------------------ | ------ | -- | ------ | ------------------ | ---------------- | -------------------- | --------------------------------------------------------- | ------ |
| 初仔  | アサクサデンエン   | 1999年 | 牡 | 栗毛   | Singspiel          | 美浦・河野通文   | 田原源一郎 →田原慶子 | 31戦8勝（安田記念、京王杯スプリングC優勝、種牡馬）        | [ 3 ]  |
| 2番仔 | スマイルサポート   | 2000年 | 牝 | 栗毛   | Halling            |                  |                      | （未出走・繁殖）                                          | [ 5 ]  |
| 3番仔 | スウィフトカレント | 2001年 | 牡 | 青鹿毛 | サンデーサイレンス | 栗東・森秀行     | 社台レースホース     | 42戦6勝（小倉記念優勝・種牡馬）                           | [ 6 ]  |
| 4番仔 | ボールドサイレンス | 2002年 | 牡 | 栗毛   | サンデーサイレンス | 栗東・橋口弘次郎 | 社台レースホース     | 14戦0勝（引退）                                           | [ 7 ]  |
| 5番仔 | ミスティックリバー | 2003年 | 牝 | 黒鹿毛 | サンデーサイレンス | 栗東・森秀行     | 社台レースホース     | 27戦3勝（引退・繁殖）                                     | [ 8 ]  |
| 6番仔 | トーセンモナーク   | 2005年 | 牡 | 栗毛   | アグネスタキオン   | 浦和・小久保智   | 島川隆哉             | 11戦6勝 （引退・種牡馬）                                  | [ 9 ]  |
| 7番仔 | ヴィクトワールピサ | 2007年 | 牡 | 黒鹿毛 | ネオユニヴァース   | 栗東・角居勝彦   | 市川義美             | 15戦8勝 （皐月賞・有馬記念・ドバイWCなど重賞6勝・種牡馬） | [ 10 ] |
| 8番仔 | アスタラビクトリア | 2010年 | 牝 | 栗毛   | ネオユニヴァース   | 栗東・角居勝彦   | 社台レースホース     | 1戦0勝（引退・繁殖）                                      | [ 11 ] |

## 血統表
| ホワイトウォーターアフェア(Whitewater Affair)の血統 | ホワイトウォーターアフェア(Whitewater Affair)の血統 | ホワイトウォーターアフェア(Whitewater Affair)の血統 | （血統表の出典）                      | （血統表の出典） |
| 父系                                                | ミスタープロスペクター系                            | ミスタープロスペクター系                            | ミスタープロスペクター系              | [ § 2 ]          |
| 父 Machiavellian 1987 黒鹿毛                        | 父の父Mr. Prospector 1970 鹿毛                      | Raise a Native                                      | Native Dancer                         | Native Dancer    |
| 父 Machiavellian 1987 黒鹿毛                        | 父の父Mr. Prospector 1970 鹿毛                      | Raise a Native                                      | Raise You                             |                  |
| 父 Machiavellian 1987 黒鹿毛                        | 父の父Mr. Prospector 1970 鹿毛                      | Gold Digger                                         | Nashua                                | Nashua           |
| 父 Machiavellian 1987 黒鹿毛                        | 父の父Mr. Prospector 1970 鹿毛                      | Gold Digger                                         | Sequence                              |                  |
| 父 Machiavellian 1987 黒鹿毛                        | 父の母Coup de Folie 1982 黒鹿毛                     | Halo                                                | Hail to Reason                        | Hail to Reason   |
| 父 Machiavellian 1987 黒鹿毛                        | 父の母Coup de Folie 1982 黒鹿毛                     | Halo                                                | Cosmah                                |                  |
| 父 Machiavellian 1987 黒鹿毛                        | 父の母Coup de Folie 1982 黒鹿毛                     | Raise the Standard                                  | Hoist the Flag                        | Hoist the Flag   |
| 父 Machiavellian 1987 黒鹿毛                        | 父の母Coup de Folie 1982 黒鹿毛                     | Raise the Standard                                  | Natalma                               |                  |
| 母 Much Too Risky 1982 栗毛                         | 母の父Bustino 1971 鹿毛                             | Busted                                              | Crepello                              | Crepello         |
| 母 Much Too Risky 1982 栗毛                         | 母の父Bustino 1971 鹿毛                             | Busted                                              | Sans le Sou                           |                  |
| 母 Much Too Risky 1982 栗毛                         | 母の父Bustino 1971 鹿毛                             | Ship Yard                                           | Doutelle                              | Doutelle         |
| 母 Much Too Risky 1982 栗毛                         | 母の父Bustino 1971 鹿毛                             | Ship Yard                                           | Paving Stone                          |                  |
| 母 Much Too Risky 1982 栗毛                         | 母の母Short Rations 1975 黒鹿毛                     | Lorenzaccio                                         | Klairon                               | Klairon          |
| 母 Much Too Risky 1982 栗毛                         | 母の母Short Rations 1975 黒鹿毛                     | Lorenzaccio                                         | Phoenissa                             |                  |
| 母 Much Too Risky 1982 栗毛                         | 母の母Short Rations 1975 黒鹿毛                     | Short Commons                                       | Hard Tack                             | Hard Tack        |
| 母 Much Too Risky 1982 栗毛                         | 母の母Short Rations 1975 黒鹿毛                     | Short Commons                                       | Padus                                 |                  |
| 母系(F-No.)                                         | (FN:F8-d)                                           | (FN:F8-d)                                           | (FN:F8-d)                             | [ § 3 ]          |
| 5代内の近親交配                                     | Native Dancer：S4×S5 Almahmoud：S5×S5               | Native Dancer：S4×S5 Almahmoud：S5×S5               | Native Dancer：S4×S5 Almahmoud：S5×S5 | [ § 4 ]          |
| 出典                                                | 1. 2. 3. 4.                                         | 1. 2. 3. 4.                                         | 1. 2. 3. 4.                           | 1. 2. 3. 4.      |

- 全妹リッチアフェアーの孫にローブティサージュ（阪神ジュベナイルフィリーズほか）、半妹Short Skirtの孫にレベルスロマンス（BCターフほか）とデュープロセス（兵庫ゴールドトロフィー）がいる。